# Talsperre Odelouca
Die Talsperre Odelouca (portugiesisch Barragem de Odelouca) liegt im Distrikt Faro der Region Algarve Portugals. Sie staut den Fluss Odelouca zu einem Stausee (port. Albufeira da Barragem de Odelouca) auf. Die Kleinstadt Monchique liegt etwa 6 km nordwestlich der Talsperre. Ungefähr 8 km südöstlich der Talsperre Odelouca liegen die Talsperren Arade und Funcho.
Die Talsperre dient der Trinkwasserversorgung. Erste Projektstudien wurden von 1997 bis 1999 durchgeführt. Vorbereitende Arbeiten begannen 2001; die Talsperre wurde dann von 2007 bis 2009 errichtet.

## Absperrbauwerk
Das Absperrbauwerk ist ein Erdschüttdamm mit Tonkern und einer Höhe von 76 m über der Gründungssohle. Die Dammkrone liegt auf einer Höhe von 106 m über dem Meeresspiegel. Die Länge der Dammkrone beträgt 415 (bzw. 418) m; die Breite des Staudamms an der Krone liegt bei 11 m. Das Volumen des Bauwerks beträgt 2 (bzw. 2,3) Mio. m³.
Der Staudamm verfügt sowohl über einen Grundablass als auch über eine Hochwasserentlastung mit drei Toren. Über die Hochwasserentlastung können maximal 1513 m³/s abgeleitet werden. Als Grundablass dient der Umleitungstunnel, mit dem der Odelouca während der Bauzeit an der Talsperre vorbeigeleitet wurde.

## Stausee
Beim normalen Stauziel von 102 m (max. 102,35 m bei Hochwasser) erstreckt sich der Stausee über eine Fläche von rund 7,8 km² und fasst 157 Mio. m³ Wasser – davon können 128 (bzw. 134) Mio. m³ genutzt werden. Das minimale Stauziel liegt bei 72 m.
Vom Stausee geht ein Tunnel (Länge 8,15 km, Durchmesser 2,13 m) ab, der zur Talsperre Funcho führt.